# Worsklyzja
Die Worsklyzja ist ein rechter Nebenfluss der Worskla. Der Fluss hat eine Länge von 101 km und ein Einzugsgebiet von 1 480 km².
Das Tal der Worsklyzja ist trapezförmig mit einer Breite von 4 bis 5 km. Der Fluss verläuft in großen Windungen. Die Auen sind vor allem im Unterlauf sumpfig, das rechte Ufer ist oft recht steil, das linke Ufer eher niedrig. Das Gefälle des Flusses beträgt 0,77 m/km. Der Fluss friert Anfang Dezember ein und bleibt bis Mitte März gefroren.

## Verlauf
Die Worsklyzja beginnt an der westlichen Seite der Mittelrussischen Platte, südlich des Dorfes Proletarski. Sie fließt überwiegend in Richtung Südwesten. Die russisch-ukrainische Grenze durchquert sie nordöstlich des Dorfes Popiwka. Die Worsklyzja mündet am nördlichen Rande des Dorfes Kyrykowka in die Worskla.